# 妙山林场
妙山林场，是中国安徽省淮南市八公山区下辖的一个乡镇级行政单位。

## 行政区划
妙山林场共辖以下地区：
虚拟闪冲村。